# 문수전
문수전(文殊殿)은 문수보살을 본존으로 봉안한 불교 사찰의 건물을 말한다.

## 사진

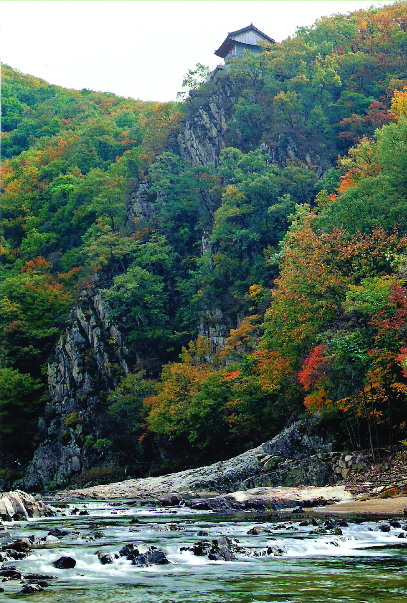
충청북도 영동군 반야사의 문수전
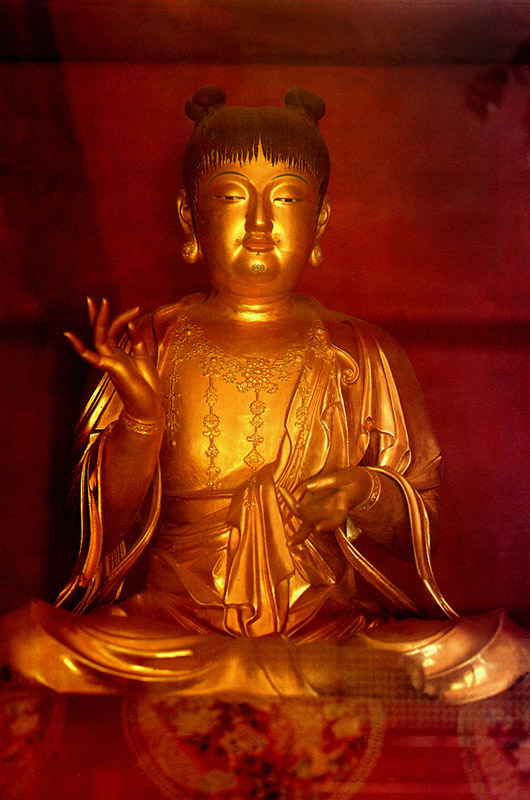
강원특별자치도 평창군 오대산 상원사의 문수동자상

## 같이 보기
- 제목에 "문수전" 항목을 포함한 모든 문서